# جيمس ويلارد شولتز
جيمس ويلارد شولتز (بالإنجليزية: James Willard Schultz)‏ هو كاتب ومؤرخ أمريكي، ولد في 26 أغسطس 1859 في Boonville, New York ‏ في الولايات المتحدة، وتوفي في 11 يونيو 1947 في ويند ريفر في الولايات المتحدة.